# Има (приток Судогды)
Има — река в Судогодском и Гусь-Хрустальном районах Владимирской области России. Устье находится в 90 км по правому берегу реки Судогды. Длина — 13 км.

## Данные водного реестра
По данным государственного водного реестра России относится к Окскому бассейновому округу, водохозяйственный участок реки — Клязьма от города Орехово-Зуево до города Владимира, речной подбассейн реки — Ока ниже впадения реки Мокши. Речной бассейн реки — Ока.
Код объекта в государственном водном реестре — 09010300912210000032810.